# كغارتن كريستيانسن
كغارتن كريستيانسن (بالنرويجية البوكمول: Kjartan Kristiansen)‏ هو كاتب أغاني وموسيقي وملحن ومغني وعازف قيثارة نرويجي، ولد في 14 أغسطس 1963 في تروندهايم في النرويج.

## وصلات خارجية
- كغارتن كريستيانسن على موقع IMDb (الإنجليزية)
- كغارتن كريستيانسن على موقع ميوزك برينز (الإنجليزية)